# Long Điền Tây
Long Điền Tây là một xã thuộc huyện Đông Hải, tỉnh Bạc Liêu, Việt Nam.

## Địa lý
Xã Long Điền Tây nằm ở phía nam huyện Đông Hải, có vị trí địa lý:
- Phía đông giáp xã Điền Hải và Biển Đông
- Phía nam giáp thị trấn Gành Hào và tỉnh Cà Mau
- Phía tây giáp xã An Phúc
- Phía bắc giáp xã An Trạch A và xã Long Điền.

Xã Long Điền Tây có diện tích 71,25 km², dân số năm 2022 là 13.564 người, mật độ dân số đạt 190 người/km².

## Hành chính
Xã Long Điền Tây được chia thành 8 ấp: An Điền, Bình Điền, Canh Điền, Lam Điền, Lập Điền, Thanh Hải, Thuận Điền, Vinh Điền.

## Lịch sử
Sau năm 1975, xã Long Điền Tây thuộc huyện Giá Rai, tỉnh Minh Hải.
Ngày 4 tháng 4 năm 1979, Hội đồng Chính phủ ban hành Quyết định số 142-CP về việc chia xã Long Điền Tây thành 3 xã: Điền Hải, Long Hải và Long Điền Tây.
Ngày 13 tháng 4 năm 1991, Ban Tổ chức Chính phủ ban hành Quyết định số 183/QĐ-TCCP về việc sáp nhập xã Điền Hải và xã Long Điền Hải vào xã Long Điền Tây.
Năm 1994, sáp nhập một phần diện tích của ấp Thanh Hải và ấp Bình Điền của xã Long Điền Tây vào thị trấn Gành Hào.
Ngày 6 tháng 11 năm 1996, Quốc hội ban hành Nghị quyết về việc chia tỉnh Minh Hải thành tỉnh Bạc Liêu và tỉnh Cà Mau. Khi đó, xã Long Điền Tây thuộc huyện Giá Rai, tỉnh Bạc Liêu.
Ngày 24 tháng 12 năm 2001, Chính phủ ban hành Nghị định số 98/2001/NĐ-CP về việc chuyển xã Long Điền Tây thuộc huyện Giá Rai về huyện Đông Hải mới thành lập quản lý.
Ngày 1 tháng 8 năm 2008, Chính phủ ban hành Nghị định số 85/2008/NĐ-CP về việc thành lập xã Điền Hải trên cơ sở điều chỉnh 3.400,04 ha diện tích tự nhiên và 9.408 nhân khẩu của xã Long Điền Tây.
Sau khi điều chỉnh địa giới hành chính, xã Long Điền Tây còn lại 7.687,07 ha diện tích tự nhiên và 11.023 nhân khẩu.